# Teorías conspirativas de Jade Helm 15
Las teorías conspirativas de Jade Helm 15 se basaban en el ejercicio de entrenamiento militar estadounidense Jade Helm 15, que tuvo lugar en varios estados de Estados Unidos entre el 15 de julio y el 15 de septiembre de 2015. El ejercicio, en el que participaron 1.200 efectivos de cuatro de las cinco ramas del ejército estadounidense, fue diseñado para entrenar a los soldados en las habilidades necesarias para operar en entornos de combate en el extranjero, incluidas las maniobras a través de poblaciones civiles. Los anuncios de estos ejercicios de entrenamiento suscitaron inquietud y generaron teorías conspirativas de que se trataba de una toma militar hostil.

## Detalles del ejercicio
El ejercicio conjunto de adiestramiento militar realista (RMT) conocido como Jade Helm 15 fue patrocinado por el Mando de Operaciones Especiales de Estados Unidos (USSOCOM o SOCOM) y en él participaron el Mando de Operaciones Especiales del Ejército de Estados Unidos (USASOC) y el Mando Conjunto de Operaciones Especiales (JSOC) con otras unidades militares estadounidenses de varios estados, entre ellos Texas, Arizona, Florida, Luisiana, Misisipi, Nuevo México y Utah. Su objetivo declarado era "mejorar la capacidad de las Fuerzas de Operaciones Especiales como parte de la Estrategia de Seguridad Nacional". Se coordinó y dirigió desde la Base Aérea de Eglin, una base del Mando de Material de la Fuerza Aérea (AFMC) en el noroeste de Florida.
En el transcurso del ejercicio participaron aproximadamente 1.200 soldados. Se trataba "principalmente de Boinas Verdes del Ejército, pero también de un pequeño grupo de SEALS de la Armada y tropas de operaciones especiales de las Fuerzas Aéreas, así como de infantería convencional del Ejército", aunque en la solicitud inicial a los funcionarios estatales del USSOCOM figuraban como participantes elementos del Mando de Operaciones Especiales de las Fuerzas del Cuerpo de Marines de los Estados Unidos (MARSOC), unidades expedicionarias de los Marines, la 82ª División Aerotransportada y "socios interinstitucionales". Las tropas que participaron en el ejercicio asumieron los papeles de fuerzas de ocupación o de resistencia. La mayoría de los emplazamientos se encontraban en regiones áridas escasamente pobladas, cerca de pequeñas ciudades. Algunos participantes vestían atuendos civiles y conducían vehículos civiles. Los mapas del ejercicio incluían zonas de Estados Unidos como Colorado y California en las que no estaba prevista ninguna operación real. Las localidades de Texas incluyen Bastrop, Smithville, Big Spring, Caddo Lake, Caldwell, Christoval, College Station, Dell City, Eldorado, Goliad, Junction, Leakey, Menard, Mountain Home, San Angelo, San Antonio y Victoria.
El USSOCOM afirmó que "el tamaño y el alcance de Jade Helm lo diferencian" de ejercicios de entrenamiento anteriores, como Derna Bridge o Robin Sage. En Bastrop participaron 60 soldados, incluyendo la presencia de dos vehículos Humvee y un tanque de agua "búfalo de agua". Para el ejercicio se utilizarían terrenos privados ofrecidos por los residentes, aunque señaló que no se les pagaría por ellos ni recibirían ningún tipo de exención fiscal. Lastoria también afirmó que se aportarían a la zona 150.000 dólares en ingresos por alimentos, combustible y compras.
No se permitió a los periodistas participar en la operación, pero la Guardia Estatal de Texas y el grupo civil Counter Jade Helm supervisaron el ejercicio.

## Teorías de la conspiración

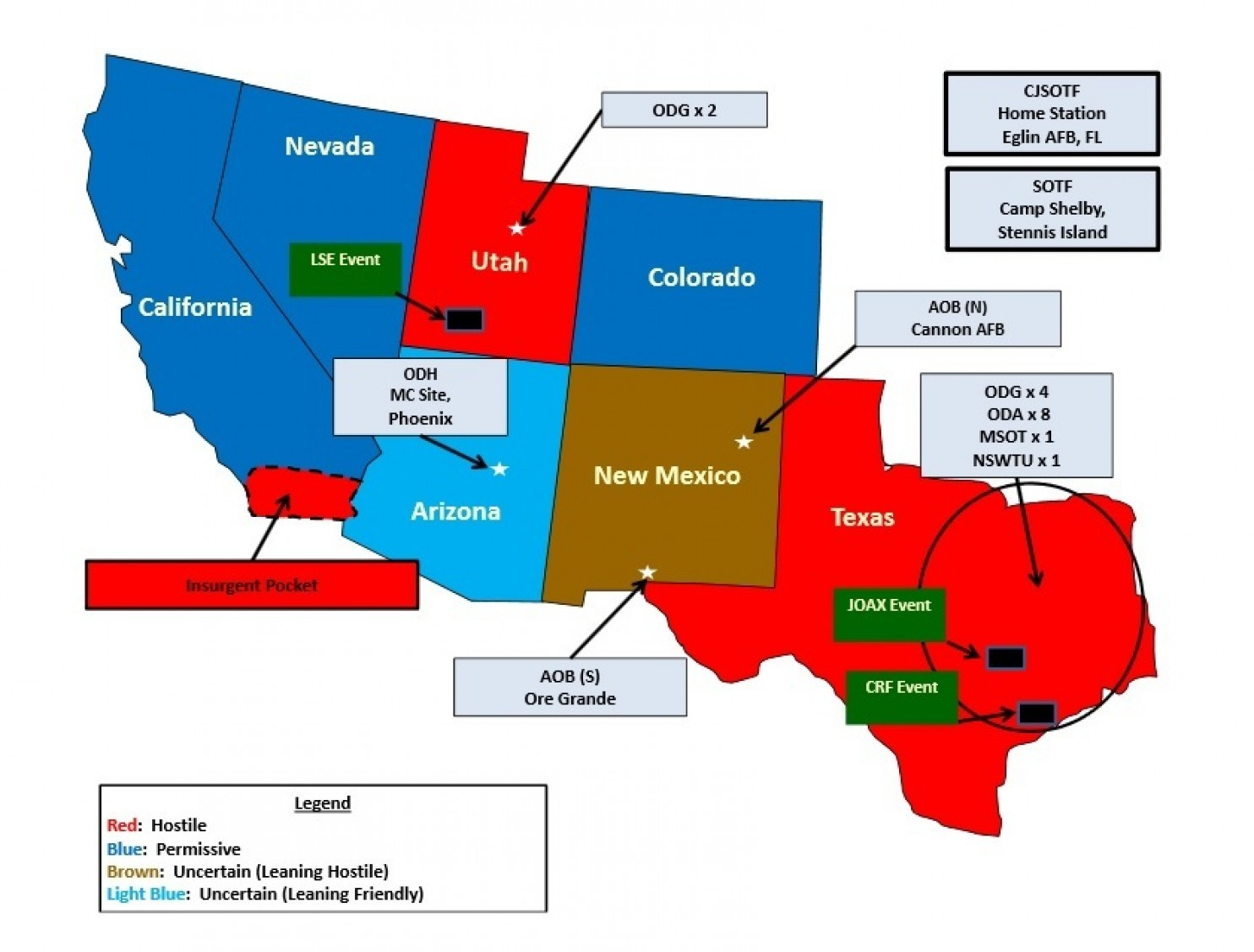
Mapa del Mando de Operaciones Especiales del Ejército de EE.UU., que muestra los planes militares estadounidenses durante el ejercicio Jade Helm 15

Las teorías conspirativas parecen emanar del mapa que se muestra aquí, del Mando de Operaciones Especiales del Ejército de EE. UU., que divide la región en cuatro colores, con dos estados "hostiles", dos estados "permisivos", dos estados que se inclinan hacia un lado u otro, y California dividida. Jim Shea, del Hartford Courant, escribió que las teorías conspirativas incluían: una "operación psicológica destinada a acostumbrar a la gente a ver fuerzas militares en las calles" para que no se den cuenta de cuándo se produce realmente una invasión; una operación internacional destinada a confiscar las armas de la gente; Walmarts recientemente cerrados utilizados por los militares para "almacenar suministros para las tropas chinas que llegarán para desarmar a los estadounidenses"; y un plan militar para "acorralar a los disidentes políticos" y "eliminar a las figuras políticas clave" que puedan estar en contra de la imposición de la ley marcial. Otras teorías han descrito Jade Helm 15 como un "complot secreto" para imponer la ley marcial, confiscar armas de fuego, invadir Texas e instituir un "control total de la población."
Las teorías de la conspiración también incluyen la preocupación por el nombre del ejercicio, con el "jade" posiblemente refiriéndose a China, o posiblemente un acrónimo para la inteligencia artificial desarrollada por el ejército estadounidense. El teórico de la conspiración y presentador de radio de Texas Alex Jones dijo que "helm" es un acrónimo de "Erradicación de la Patria de los Militantes Locales".
Hubo cierta relación entre el ejercicio Jade Helm 15 y un resurgimiento de la teoría de la conspiración de los campos FEMA , ya que el ejercicio suscitó el temor de que fuera un simulacro para obligar a los ciudadanos a internarse en campos de internamiento. Se demostró que estos temores eran infundados cuando se completó el ejercicio y nadie fue internado en un campo.

### Impacto de cometa o asteroide
Algunos teóricos de la conspiración han relacionado el ejercicio militar Jade Helm 15 con un apocalipsis causado por el impacto de un cometa o asteroide contra la Tierra. El ejercicio militar Jade Helm 15 tenía como fecha de finalización el 15 de septiembre de 2015, que es el mismo mes identificado por algunos teóricos de la conspiración para el impacto catastrófico de un cometa o asteroide.
Los teóricos de la conspiración afirman que Jade Helm 15 es un ensayo general para la imposición de la ley marcial que se aplicaría en caso de una catástrofe de este nivel de gravedad. Sin embargo, el Programa de Objetos Cercanos a la Tierra de la NASA publica la Tabla de Riesgo Centinela, que es una lista que identifica tales amenazas, y la lista no incluye ningún objeto con un número alto de la Escala Torino (una medida de la gravedad de la amenaza) para 2015. Además, un portavoz de la NASA declaró: "La NASA no tiene conocimiento de ningún asteroide o cometa que esté actualmente en curso de colisión con la Tierra". Algunos teóricos de la conspiración afirmaron que el objeto ha sido rastreado durante años. Afirmaron que se conoce el nombre del objeto, pero que sus coordenadas publicadas y la información sobre su órbita son incorrectas, y que la amenaza no se hace pública porque se cree que cundiría el pánico. El apocalipsis no se produjo el 15 de septiembre de 2015.

## Reacciones
El periódico Austin American-Statesman señaló que, tras hacerse públicos los planes y mapas del ejercicio, se produjo una "explosión de indignación en las redes sociales tras la publicación del mapa, en el que Texas, Utah y el extremo sur de California aparecían como "hostiles"". También se especuló con que las tiendas Walmart cerradas se utilizarían como "zonas de operaciones de guerra de guerrillas y campos de procesamiento de la FEMA",aunque esta teoría fue desmentida por el sitio web Snopes.
Una encuesta realizada por Public Policy Polling a republicanos registrados en mayo de 2015, reveló que el 32% pensaba que "el Gobierno está tratando de apoderarse de Texas", y que la mitad de los simpatizantes del Tea Party están preocupados por una inminente invasión de Texas.
Greg Capers, sheriff del condado de San Jacinto, publicó una carta en el Cleveland Advocate (de Cleveland, Texas), en respuesta a numerosas llamadas telefónicas de ciudadanos, en la que describía "fuentes alternativas de noticias" que estaban difundiendo información inexacta sobre el ejercicio, y animaba a los ciudadanos a "utilizar fuentes legítimas de noticias de la corriente principal" para aquellos interesados en información precisa.

### Políticos
El 28 de abril, el gobernador de Texas, Greg Abbott, ordenó a la Guardia Estatal de Texas que supervisara la operación. "Durante la operación de entrenamiento, es importante que los tejanos sepan [que] su seguridad, derechos constitucionales, derechos de propiedad privada y libertades civiles no serán infringidos".

El 2 de mayo de 2015, el senador por Texas Ted Cruz dijo en la convención anual del Partido Republicano de Carolina del Sur que había "contactado con el Pentágono para informarse sobre este ejercicio."
Nos aseguran [que] se trata de un ejercicio de entrenamiento militar. No tengo motivos para dudar de esas garantías, pero entiendo el motivo de preocupación e incertidumbre, porque cuando el gobierno federal no ha demostrado ser digno de confianza en esta administración, la consecuencia natural es que muchos ciudadanos no confían en lo que dice.
El representante estadounidense Louie Gohmert dijo en un comunicado el 5 de mayo de 2015 que su "oficina ha sido inundada con llamadas referidas al ejercicio militar Jade Helm 15" con la preocupación de que el Ejército de Estados Unidos se esté preparando para "la ley marcial moderna". Aludió a un conocido comentario de Barack Obama, quien afirmó que los habitantes de Pensilvania estaban "amargados" y "se aferran a las armas o a la religión": "Me horrorizó bastante que las zonas hostiles tengan sorprendentemente una mayoría republicana, 'se aferren a sus armas y a su religión' y crean en la inviolabilidad de la Constitución de Estados Unidos". Afirmó que "el mapa del ejercicio tiene que cambiar, los nombres del mapa tienen que cambiar, y el tono del ejercicio tiene que ser completamente renovado para que el gobierno federal no esté practicando intencionadamente la guerra contra sus propios estados".
En una entrevista en GQ en noviembre de 2015, el presidente Obama describió Jade Helm como "su teoría conspirativa favorita".

### Medios de comunicación
All News Pipeline dio a conocer Jade Helm al mundo el 13 de marzo de 2015, cinco días antes que el teórico de la conspiración y presentador de radio Alex Jones, quien comenzó a difundir la teoría de la conspiración el 19 de marzo de 2015, diciendo en su programa de radio y en su sitio web que el gobierno federal se estaba preparando para invadir Texas. "Van a practicar irrumpir en cosas y demás. Esto va a ser infernal", dijo Jones. "Ahora esto es sólo una tapadera para desplegar a los militares en las calles .... Esto es una invasión ... en preparación para el colapso financiero y tal vez incluso Obama no dejar el cargo ".
En reacción al sentimiento de que los ejercicios militares podrían ser de hecho un movimiento contra los ciudadanos estadounidenses, la columnista del Dallas Morning News Jacquielynn Floyd escribió una columna titulada "Abbott debería contrarrestar, no complacer, los locos temores de los tejanos a Jade Helm", señalando que la "respuesta de Abbott a este pastel de frutas del miedo fue desafortunada". El 29 de abril, el Secretario de Prensa de la Casa Blanca, Josh Earnest, abordó las preocupaciones de los críticos en la rueda de prensa habitual, diciendo: "No tengo ni idea de lo que está pensando", en relación con la carta de Abbott a la Guardia de Texas. "De ninguna manera se infringirán los derechos constitucionales o las libertades civiles de ningún ciudadano estadounidense mientras se lleve a cabo este ejercicio".
El cómico Jon Stewart abordó el debate en torno a las maniobras en un segmento de The Daily Show el 4 de mayo titulado "Miedo y peligro ausente", señalando que las maniobras militares anteriores mientras el republicano Rick Perry era gobernador no suscitaron preocupaciones similares.

### Encuestas
Una encuesta realizada por Public Policy Polling entre el 7 y el 10 de mayo de 2015, encontró que el 32% de 685 votantes republicanos de las primarias creían que "el gobierno está tratando de apoderarse de Texas", el 40% creía que "el gobierno no está tratando de apoderarse de Texas" y el 28% estaba "inseguro".

## Desinformación rusa
Clint Watts y otras dos personas del FBI comenzaron a notar campañas rusas de desinformación a partir de abril de 2014. Watts dijo que los esfuerzos impulsados por Rusia para difundir desinformación estaban involucrados con Jade Helm 15. En 2017, Facebook cerró una página llamada "Heart of Texas" que se descubrió que estaba asociada con una empresa rusa que promovía la desinformación, incluida la promoción de la conspiración Jade Helm.
El 3 de mayo de 2018, The Texas Tribune informó que Michael Hayden, un ex director de la CIA y la NSA dijo que la "histeria" que rodea el ejercicio de entrenamiento "fue alimentada por los rusos que quieren dominar 'el espacio de información.'" Hayden dijo que se utilizaron bots rusos para difundir desinformación.